# Instituto do Bom Pastor

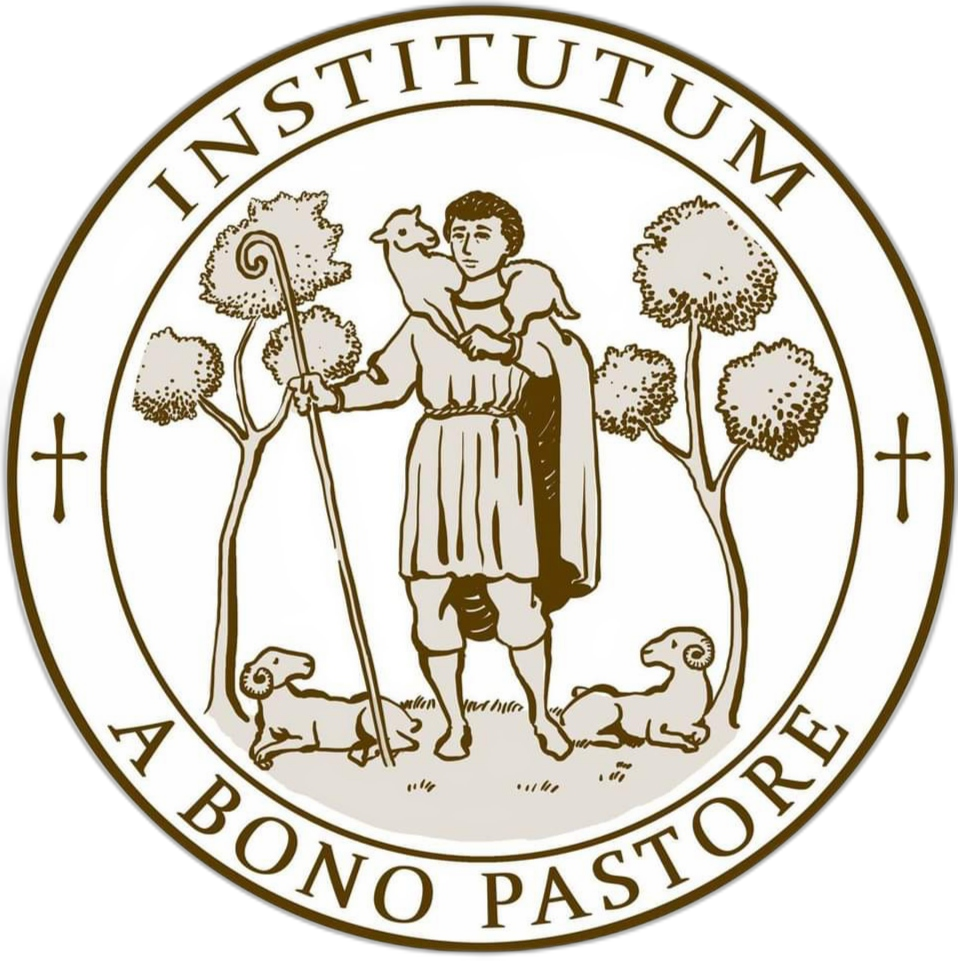
Logo

O Instituto do Bom Pastor (IBP) é uma Sociedade de Vida Apostólica de Direito Pontifício, isto é, está colocada diretamente sob a autoridade da Santa Sé. Composta por sacerdotes seculares, os seus membros exercem o sacerdócio e a missão em perfeita comunhão doutrinal e litúrgica com a Igreja Católica, segundo especificidades próprias, a mais notável, a celebração da Missa e demais sacramentos segundo os ritos anteriores à reforma do Papa Paulo VI, em qualquer parte do mundo onde os Bispos requeiram o seu apostolado. Como os demais institutos ditos tradicionais (Fraternidade Sacerdotal de São Pedro, Instituto de Cristo Rei e Sumo Sacerdote, entre outros), encontra-se sob a alçada da Igreja através da Congregação para os Institutos de Vida Consagrada e as Sociedades de Vida Apostólica, não mais sob os cuidados da extinta Pontifícia Comissão Ecclesia Dei. Tem a Casa Geral junto ao Seminário, em Courtalain, França.

## Fundação
O Instituto foi erigido canonicamente a 8 de setembro de 2006 (Festa da Natividade de Nossa Senhora), em Roma, pelo Cardeal Dario Castrillon-Hoyos, ex-presidente da Pontifícia Comissão Ecclesia Dei, representando o Santo Padre, o Papa Bento XVI. A sua casa-mãe é a Paróquia Pessoal de Santo Elói, em Bordéus, França, e o seu fundador e superior geral emérito é o padre Philippe Laguérie, sendo o atual superior geral o padre Luis Gabriel Barrero Zabaleta.
Os padres fundadores do IBP foram membros da Fraternidade Sacerdotal São Pio X, fundada por Dom Marcel Lefèbvre. São eles: Pe. Philippe Laguérie, Pe. Paul Aulagnier, Pe. Christophe Héry, Pe. Guillaume de Tanoüarn e Pe. Henri Forestier.

## Especificidade e Carisma
O IBP exerce o seu apostolado a pedido dos Bispos locais quer seja em Paróquias pessoais ou territoriais. O seu "carisma" próprio é a difusão da Tradição católica, doutrinal, pastoral e litúrgica, numa dupla missão, explicitamente concedida pelos seus estatutos definitivamente aprovados pela Santa Sé:
- celebrando a liturgia, Santa Missa e demais sacramentos, segundo os livros litúrgicos em vigor em 1962. Ou seja, o "rito próprio" e exclusivo do Instituto do Bom Pastor é a chamada Missa tridentina;

- contribuindo com uma "crítica construtiva” das novidades introduzidas pelas reformas do Concílio Vaticano II,[8] com o objetivo de ajudar a Igreja, em submissão ao Papa e aos Bispos, a um novo olhar sobre a sua identidade, que a permita empreender a tarefa da nova evangelização, em fidelidade à Tradição da Igreja.

O relançamento do debate pelo Papa Bento XVI, defensor de uma perspectiva de "hermenêutica da continuidade" por oposição à "hermenêutica de rutura", no seu Discurso à Cúria Romana de 22 de dezembro de 2005, alertava para os perigos duma interpretação errada do Concílio. Ele também já havia tecido, antes de seu pontificado, algumas críticas à Reforma Litúrgica do Papa Paulo VI, ocorrida depois do Concílio, considerando-a “uma produção fabricada” que levaria a liturgia a ser "um produto banal do momento". Em 2016, no livro "Conversas Finais" ("Last Testament" na versão inglesa), o já Papa Emérito nega que a liberalização da Missa Antiga fosse uma mera concessão ou jogada tática por causa da Fraternidade de São Pio X, mas algo "substancial", uma necessidade de reconciliar a Igreja internamente. Um dos fundadores do Instituto, o Padre Paul Alaugnier, por exemplo, escreveu um livro abordando não só o legado de Dom Marcel Lefebvre, como também discorrendo acerca dos problemas relacionados às questões do ecumenismo, diálogo inter-religioso, reforma litúrgica ou a liberdade religiosa.
Em junho de 2018, o Instituto do Bom Pastor promoveu, no seu seminário em Courtalain, um Colóquio organizado pelo Padre Doutor Matthieu Raffray IBP, Professor no Angelicum em Roma, que deu lugar à obra "Quelle pastorale cinquante ans après Vatican II? - Éléments pour une critique constructive" (tradução livre: Que pastoral cinquenta anos depois do Vaticano II? - Elementos para uma critica construtiva) com contributos de vários padres do Instituto e de outras personalidades como Cardeal Raymond Burke, Mons. Athansius Schneider, Don Nicola Bux, Professor Roberto de Mattei, Abbé Claude Barthe, entre outros.
Em suma, nas palavras da página do IBP Distrito da América Latina: "(...) tal missão se concretiza igualmente na formação espiritual, filosófica e teológica tradicional, particularmente conforme a teologia de São Tomás de Aquino, tão recomendada pelos Sumos Pontífices. Essa missão reside também na possibilidade dada expressamente pela Santa Sé de uma crítica séria e construtiva dos atos controversos do magistério recente, segundo os princípios teológicos que regem os diversos graus de magistério e o assentimento a eles devido. Isto não para causar vã polêmica, mas para pôr à disposição da autoridade eclesiástica sólidos argumentos teológicos para a correta interpretação ou, quando for o caso, correção destes textos(..).
Esta missão do Instituto é realizada tendo como modelo Jesus Cristo, o Bom Pastor, que conhece e vai em busca das suas ovelhas.

## Apostolados e Casa de Formação
A formação dos seminaristas acontece no Seminário de São Vicente de Paulo em Courtalain, França, com um modelo de formação, seguindo as indicações da Santa Sé, que valoriza o estudo filosófico e teológico tendo como mestre e guia a doutrina de São Tomás de Aquino. Muitos sacerdotes continuam a sua formação, cumprindo o seu carisma, em faculdades pontifícias para obter as licenciaturas e doutoramentos canónicos. 
Para além do seminário em Courtalain, tem já apostolados e casas canonicamente erigidas no Brasil, Estados Unidos da América, Costa Rica, Colômbia, França, Polônia, Uganda, Quénia e Itália. Propõe, igualmente, um campo de férias em França e vários Retiros. O Instituto está dividido em Distritos, atualmente, o Distrito da Europa (que tem também jurisdição sobre os apostolados Norte Americanos e Africanos) e o Distrito da América Latina. 
O IBP e os seus membros exercem também um apostolado virtual, propondo vídeos, artigos e fóruns que procuram difundir a fé católica, a doutrina e espiritualidade tradicionais e a liturgia antiga.
Em julho de 2020, é composto atualmente por 49 sacerdotes incardinados e cerca de 30 jovens seminaristas de várias nações, num total de 8 nacionalidades, incluindo de Portugal e do Brasil.
Conta ainda com um ramo feminino em formação junto à Casa em Bogotá, as Escravas Reparadoras da Sagrada Família.